# 柳宿一
柳宿一 （δ Hya / 长蛇座δ）是长蛇座的一颗四等星，有时被称为Mautinah，在阿拉伯语中意为珍珠项链，这指古阿拉伯人想象的蛇头上的半圈星群。
柳宿一是一个双星系统，距离地球约180光年。